# Pedro Ernesto Fournau
Pedro Ernesto Fournau (Coronel Dorrego, 7 de julho de 1977) é um clérigo católico romano argentino e bispo auxiliar em Bahía Blanca.

## Vida
Pedro Ernesto Fournau estudou filosofia e teologia no Seminário Santo Cura d'Ars da Arquidiocese de Mercedes-Luján e recebeu o sacramento da ordenação sacerdotal pela Arquidiocese de Bahía Blanca em 7 de setembro de 2012.
Após sua ordenação, trabalhou como capelão em Carhué e Tres Arroyos e como pastor em Coronel Pringles de 2017 a 2020. Ele também foi consultor de assistência pastoral social e comunidades de base na arquidiocese. A partir de 2020, trabalhou na formação sacerdotal no Seminário Santo Cura d'Ars, na Arquidiocese de Mercedes-Luján. Ele também foi delegado diocesano para os temas do Sínodo Mundial.
O Papa Francisco o nomeou Bispo Titular de Bararos e Bispo Auxiliar de Bahía Blanca em 12 de setembro de 2024. O Arcebispo de Bahía Blanca, Carlos Alfonso Azpirioz Costa OP, concedeu-lhe a consagração episcopal em 6 de dezembro do mesmo ano na Catedral de Nuestra Señora de la Mercedes em Bahía Blanca. Os principais co-consagradores foram seu antecessor Guillermo Garlatti, o Bispo Emérito de Alto Valle del Río Negro, Néstor Hugo Navarro, o Bispo de Comodoro Rivadavia, Jorge Luis Wagner, e o Arcebispo de Mercedes-Luján, Jorge Eduardo Scheinig. Adotou como lema episcopal "Ensancha el espacio de tu tienda".
Desde novembro de 2024, Dom Fornau é membro da Comissão Episcopal de Fé e Cultura da Conferência Episcopal Argentina.